# Коллективный проезд
Коллекти́вный прое́зд (до 26 августа 1960 года — Коллекти́вный прое́зд посёлка Ленино-Дачное) — пешеходная улица в Южном административном округе города Москвы на территории района Царицыно.

## История
Проезд находится на территории бывшего посёлка Ленино-Дачное, где он также назывался Коллекти́вный прое́зд (происхождение названия не установлено). 26 августа 1960 года посёлок Ленино-Дачное вошёл в состав Москвы, проезд сохранил своё название.

## Расположение
Коллективный проезд представляет собой пешеходную аллею и проходит по территории соснового парка (расположен между Кавказским бульваром, Бакинской, Луганской и Тимуровской улицами) от Кавказского бульвара на юг до Тимуровской улицы. По Коллективному проезду не числится домовладений. В конце 1990-х, а также в 2008 было предложено расширить проезд, превратив его в полноценную улицу с возможностью проезда автотранспорта для разгрузки Бакинской улицы. Местные жители были против такой реконструкции.

## Транспорт

### Наземный транспорт
По Коллективному проезду не проходят маршруты наземного общественного транспорта. У северного конца проезда, на Кавказском бульваре, у дома 26, расположена остановка «Кавказский бульвар» автобусов 489, 814, 818, с839, с850, с891.

### Метро
- Станция метро «Кантемировская» Замоскворецкой линии — севернее проезда, на пересечении Пролетарского проспекта и Кантемировской улицы.
- Станция метро «Царицыно» Замоскворецкой линии — юго-восточнее проезда, на пересечении Каспийской и Луганской улиц, на Луганской улице у примыкания к ней Солнечной улицы.

### Железнодорожный транспорт
- Станция Царицыно Курского направления Московской железной дороги — юго-восточнее проезда, между Бутовской, Каспийской и Луганской улицами и улицей Тюрина.